# Эривань (бриг)
«Эрива́нь» или «Ерива́нь» — 12-пушечный бриг Каспийской флотилии Российской империи, первый из четырёх бригов одноимённого типа. Находился в составе флота с 1827 по 1837 год, принимал участие в Русско-Персидской войне 1826—1828 годов и Русско-турецкой войне 1828—1829 годов, использовался в качестве крейсерского и транспортного судна, а по окончании службы был разобран в Астрахани.

## Описание брига
Парусный бриг с деревянным корпусом, один из четырёх бригов одноимённого типа, строившихся в Астрахани в 1826 и 1827 годах. Длина брига по сведениям из различных источников составляла 25,45—25,5 метра, ширина без обшивки — 7—7,1 метра, а осадка 3,3 метра. Вооружение судна состояло из 12 орудий.
Бриг получил своё название в память о взятии русскими войсками крепости Эривань 1 (13) октября 1827 года в ходе Русско-персидской войны 1826—1828 годов.

## История службы
Бриг «Эривань» был заложен на стапеле Астраханского адмиралтейства 4 (16) октября 1826 года и после спуска на воду 16 (28) апреля 1827 года вошёл в состав Каспийской флотилии России. Строительство корабля вёл кораблестроитель в звании подпоручика Корпуса корабельных инженеров С. О. Бурачёк.
Принимал участие в войне с Персией 1826—1828 годов, в ходе которой в течение кампании 1827 года нёс крейсерскую службу в акватории Каспийского моря.
Во время Русско-турецкой войны 1828—1829 годов обеспечивал доставку припасов и войск из Астрахани в действующую армию.
После окончания войны бриг в течение кампаний 1831—1835 годов выходил в плавания в Каспийское море, а по окончании службы в 1837 году был разобран в Астрахани.

## Командиры брига
Командирами брига «Эривань» в составе Российского императорского флота в разное время служили:
1. 1827—1829 годы — Я. А. Шихманов;
2. 1831—1834 годы — А. Е. фон Фриш;
3. 1835 год — М. С. Шелепин.

### Комментарии
1. ↑  Всего в рамках серии было построено 4 брига: «Эривань», «Сардар-Абад», «Тавриз» и «Аббас-Абад»[1].
2. ↑  83 фута 6 дюймов[2].
3. ↑  23 фута[2].
4. ↑  10 футов 10 дюймов[3].
5. ↑  В книге Л. И. Голенищева-Кутузова «О судах Балтийского флота, построенных со времени вступления на престол государя императора Николая Павловича» ошибочно назван подполковником, фактически в книге указано звание кораблестроителя на момент выхода книги в 1843 году[6][7].